# Claudio Arrau
Claudio Arrau León (Chillán, Chile, 6 de fevereiro de 1903 - Mürzzuschlag, Áustria, 9 de junho de 1991) foi um pianista chileno. Em 1912 foi para Berlim estudar com Krause e firmou-se rapidamente como um dos principais pianistas de sua geração. Ganhou o Primeiro Prêmio do Concurso da Casa Rudolph Ibach e a Medalha Gustav Holländer. É célebre também pela vastidão do seu repertório, centrado em Beethoven, nos românticos e nos impressionistas.

## Discografia
- Claudio Arrau, Birth of a Legend, Columbia Recordings, USA 1946-1950 (Beethoven, Sonates n° 21 & 26, Schubert, Allegretto, Chopin, 24 Préludes, Schumann, Kreisleriana, Arabesque, Debussy, Pour le Piano, Estampes, Images I & II, Ravel, Gaspard de la nuit (sin Scarbo), Albéniz, Iberia I & II) (United Archives)
- Claudio Arrau in Germany: Pre-War Recordings from the collection of the Rundfukarchiv (Chopin, Beethoven, Mozart, Haydn, Liszt) (Music & Arts)
- Claudio Arrau, The Early Years, Complete Pre-War Recordings : Balakirev, Busoni, Stravinski, Liszt, Schubert, Chopin, Debussy, Schumann (1921-1939) (Marston)
- Recital en Ascona, 9 sept. 1959 : Beethoven, Sonata n° 23, Schumann, Fantasía op. 17, Debussy, Pour le Piano, Chopin, Estúdio op. 10/4 (Ermitage)
- Recitales en Londres, BBC Studios, 1959-1960 : Beethoven, Sonata n° 13, Schumann, Fantasía op. 17, Schoenberg, 3 Klavierstücke op. 11 (BBC Legends)
- Recital en Lugano, 20 de mayo de 1963 : Brahms, Variationes Haendel, Ravel, Gaspard de la nuit, Liszt, Gnomenreigen, Mephisto Waltz n° 1, Chopin, Mes Joies (Ermitage)
- Claudio Arrau in Recital 1969-1977 : Beethoven, Sonatas n° 7, 13, 23, 30, 32, Variationes "Eroica", Schumann, Sonata n° 1, Brahms, Sonata n° 3 (live, Brescia & Turku, 1969-1977) (Music & Arts, 2012)
- Recital en Ascona, 17 sept. 1971 : Beethoven, Sonata n° 13, Liszt, Sonata en si menor, Chopin, Balada n° 4, Nocturno op. 62/1, Scherzo n° 1 (Ermitage)
- Recitales en Schwetzingen, 26 de mayo de 1963 y 20 de mayo de 1973 : Beethoven, Sonatas n° 7, 23 & 28, Rondo op. 51 n° 2, Brahms, Variationes Haendel (SWR/Hänssler)
- Recital en Salzburgo, 15 de agosto de 1982 : Beethoven, Sonata n° 23, Liszt, Sonata en si menor, Après une lecture de Dante (Orfeo)
- Albéniz, Iberia, libros I & II (1946-47, US Columbia)
- Bach, Variationes Goldberg (1942), Fantasía cromática y fuga, Invenciones & sinfonías (1945) (RCA)
- Bach, Partitas n° 1, 2, 3, 5 (1991, Philips)
- Beethoven, Sonatas piano n° 21 & 26 (1947, US Columbia)
- Beethoven, Sonatas piano n° 8, 14, 23, 26, 29 (American Decca, 1954 ; cofre The Liszt Legacy, Deutsche Grammophon, 2011)
- Beethoven, Sonatas piano n° 7, 21, 22, 23, 24, 26, 28, 31, 32 - 32 Variaciones WoO 80 (1956-1960, EMI)
- Beethoven, Sonatas piano n° 23, 31, 32 (live, Estocolmo, 1960) (ICA Classics)
- Beethoven, Sonatas piano (integral, 1962-66), Rondo op. 51/2 (1963), 32 Variaciones WoO 80, Variaciones Heroica op. 35, Variaciones op. 34 (1968) (Philips)
- Beethoven, Sonata piano n° 32 (live, París, Télévision française, 1970) (DVD EMI)
- Beethoven, Sonatas piano n° 30, 31, 32 (live, New York, 1975) (APR)
- Beethoven, Sonatas piano (casi integral, 1984-1990, faltan las n° 14 y 29), 32 Variaciones WoO 80, Andante favorito WoO 57 (1984-1985) (Philips)
- Beethoven, Variaciones op. 34, Variaciones Heroica op. 35 (1941) (Naxos)
- Beethoven, Variaciones Diabelli (1952, American Decca)
- Beethoven, Variaciones Diabelli (1985, Philips)
- Beethoven, Las diez sonatas para piano y violín, con Joseph Szigeti (live, Washington, Library of Congress, 1944) (Vanguard)
- Beethoven, Sonatas para piano y violín n° 1, 2, 4, 5, 7, 8, con Arthur Grumiaux (1975-76, Philips)
- Beethoven, Los cinco conciertos para piano, Philharmonia Orchestra, dir. Alceo Galliera (1955-58, EMI)
- Beethoven, Los cinco conciertos para piano, Orquesta Real del Concertgebouw, dir. Bernard Haitink (1964, Philips)
- Beethoven, Los cinco conciertos para piano, Staatskapelle Dresde, dir. Colin Davis (1984-87, Philips)
- Beethoven, Concierto para piano n° 1, New York Philharmonic, dir. George Szell (live, New York, Carnegie Hall, 1945) (WHRA)
- Beethoven, Concierto para piano n° 3, Orquesta de Filadelfia, dir. Eugene Ormandy (1947) (Naxos)
- Beethoven, Conciertos para piano n° 3, 4, 5, Philharmonia Orchestra, dir. Otto Klemperer (live, Londres, 1957) (Testament)
- Beethoven, Concierto para piano n° 4, Orquesta Sinfónica de la Radiodifusión Bávara, dir. Leonard Bernstein (live, The Amnesty International Concert, 1976, Deutsche Grammophon)
- Beethoven, Concierto para piano n° 4, Orquesta Sinfónica de la Radiodifusión de Colonia, dir. Christoph von Dohnányi (live, Cologne, 1959)
- Beethoven, Concierto para piano n° 4, Orquesta de Filadelfia, dir. Riccardo Muti (live, 1983, DVD Philips "The Golden Age of the Piano")
- Beethoven, Concierto para piano n° 4, dir. Charles Munch, Concierto para piano n° 5, dir. Pierre Monteux, Orquesta Sinfónica de Boston (live, Tanglewood, 1961 et 1960) (WHRA)
- Beethoven, Triple concierto, con Henryk Szeryng, Janos Starker, New Philharmonia Orchestra, dir. Eliahu Inbal (1970, Philips)
- Brahms, Baladas op. 10, Sonatas n° 2 et 3, Scherzo op. 4, Variaciones Haendel, Variaciones Paganini (1971-78, Philips)
- Brahms, Sonata piano n° 3 op. 5 (live, New York, 1978) - Beethoven, Sonata piano n° 3 op. 2/3 (live, Prague, 1976) (APR)
- Brahms, Liebeslieder Waltzes para piano a 4 manos y cuarteto vocal op. 52, con Benjamin Britten (piano), Heather Harper, Janet Baker, Peter Pears y Thomas Hemsley (1968, BBC)
- Brahms, Conciertos para piano n° 1 & 2, Philharmonia Orchestra, dir. Carlo Maria Giulini (1960-62, EMI)
- Brahms, Conciertos para piano n° 1 & 2, NDR Sinfonieorchester, dir. Hans Schmidt-Isserstedt (1963-66, EMI)
- Brahms, Conciertos para piano n° 1 & 2, Gran Orquesta Sinfónica de la Televisión & Radiodifusión de la URSS, dir. Guennadi Rojdestvenski (live, Moscou, 1968) (Doremi)
- Brahms, Conciertos para piano n° 1 & 2, Orquesta Real del Concertgebouw, dir. Bernard Haitink (1969, Philips)
- Brahms, Concierto para piano n° 1, Philharmonia Orchestra, dir. Basil Cameron (1947) - Chopin, Andante spianato y Grand Polonesa (1947) (Dante)
- Brahms, Concierto para piano n° 1, Orquesta Sinfónica de la Radiodifusión Bávara, dir. Rafael Kubelik (live, Munich, 1964) (Orfeo)
- Brahms, Concierto para piano n° 2, Orquesta Nacional de Escocia, dir. Alexander Gibson (live, Glasgow, 1963) (BBC Legends)
- Brahms, Concierto para piano n° 2, Orquesta Nacional de Francia, dir. Igor Markevitch (live, Paris, 1976) (INA Mémoire vive)
- Chopin, 4 Baladas, 4 Scherzos, 3 Impromptus, Barcarola (1953, American Decca)
- Chopin, 24 Preludios (1950, US Columbia)
- Chopin, 24 Preludios (live, Prague 1960) (APR)
- Chopin, Estúdios op. 10 & 25, Allegro de concierto (1956), Sonata n° 3 en si menor, Fantasía (1960) (EMI)
- Chopin, 24 Preludios, Preludio op. 45, Preludio op. posth., 4 Baladas, 4 Scherzos, 21 Nocturnos, 19 Valses, 3 Impromptus, Barcarola, Fantasía, Polonesa-Fantasía, Fantasía sobre aires polacos (1971-84, Philips)
- Chopin, Concierto para piano n° 1, Orquesta Sinfónica de la Radiodifusión de Colonia, dir. Otto Klemperer (live, Cologne, 1954) (Music & Arts)
- Chopin, Concierto para piano n° 2, New York Philharmonic, dir. Fritz Busch (live, New York, Metropolitan Opera, 1950) (Music & Arts)
- Chopin, Concierto para piano n° 2, New York Philharmonic, dir. George Szell (live, New York, Carnegie Hall, 1955) (WHRA)
- Chopin, Conciertos para piano n° 1 & 2, Krakowiak, Andante spianato y Gran Polonesa brillante, Variaciones sobe "Là ci darem la mano", Orquesta Filarmónica de Londres, dir. Eliahu Inbal (1970-71, Philips)
- Debussy, Pour le Piano, Estampes, Images I & II (1949, US Columbia)
- Debussy, Préludes I & II, Images I & II, Estampes (1979-80), Suite bergamasque, Sarabande (Pour le Piano), La plus que lente, Valse romantique (1991) (Philips)
- Grieg, Concierto para piano, Philharmonia Orchestra, dir. Alceo Galliera (1956, EMI)
- Grieg, Concierto para piano, Orquesta Real del Concertgebouw, dir. Christoph von Dohnanyi (1963, Philips)
- Grieg, Concierto para piano, Orquesta Sinfónica de Boston, dir. Colin Davis (1980, Philips)
- Liszt, Sonata en si menor (1970), Sonata en si menor (1985), Funérailles (1982), 12 estúdios de ejecución transcendente (1974-76), Bénédiction de Dieu dans la solitude (1970), Balada n° 2 (1969), Paráfrasis de Verdi (1971), Mephisto-Waltz n° 1 (1990), Liebestraum n° 3 (1989), Six chants polonais de Chopin (1982), Estúdios de concierto (1970-76), Jeux d'eau à la Villa d'Este, Vallée d'Obermann, Sonnets de Pétrarque 104 & 123 (1969), Sonata "Après une lecture de Dante" (1982), Chapelle de Guillaume Tell (1989) (Philips)
- Liszt, Sonata en si menor (live, Ascona, 1971) (Ermitage)
- Liszt, Sonata en si menor, Après une lecture de Dante (live, Salzbourg, 1982) (Orfeo)
- Liszt, Sonate en si menor, Après une lecture de Dante, Balada n° 2, Jeux d'eau à la Villa d'Este, Estúdio de ejecución transcendente n° 10 (live, New York & San Francisco, 1970-81) (Claudio Arrau plays Liszt, Public Performances, Music & Arts)
- Liszt, Rapsodias húngaras n° 8, 9, 10, 11, 13 (1951) (Sony)
- Liszt, Concierto para piano n° 1, Orquesta Sinfónica de la Radio de Fráncfort, dir. Hans Rosbaud (1935) (Music & Arts)
- Liszt, Concierto para piano n° 1, Fantasía en mi menor sobre cantos populares húngaros, Orquesta de Filadelfia, dir. Eugene Ormandy (1952) (Sony)
- Liszt, Concierto para piano n° 2, New York Philharmonic, dir. Dimitri Mitropoulos (live, 1943) (Music & Arts)
- Liszt, Concierto para piano n° 2, New York Philharmonic, dir. George Szell (live, New York, Carnegie Hall, 1946) (WHRA)
- Liszt, Conciertos para piano n° 1 & 2, Orquesta Sinfónica de Londres, dir. Colin Davis (1979, Philips)
- Mendelssohn, Introducción y Rondo Caprichoso op. 14 (1951, EMI)
- Mozart, Sonatas piano K283 & K576 (1941) (Naxos)
- Mozart, Sonatas piano K310, K332, K457, K576, Fantasía K475 (live, Salzburgo, 1956) (Orfeo)
- Mozart, Sonatas piano K283, K310, K457, K570, K576, Fantasía K475 (live, Tanglewood, 1964) (Music & Arts)
- Mozart, Sonatas piano (integral), Rondos K485, K511, Fantasías K397, K475, Adagio K540 (1973-88, Philips)
- Ravel, Gaspard de la Nuit (sin Scarbo) (1949, US Columbia)
- Ravel, Gaspard de la Nuit (live, Lugano, 1963) (Ermitage)
- Schoenberg, 3 Klavierstücke op. 11 (1959, BBC Legends)
- Schubert, Fantasía Wanderer D760, Klavierstücke D946, Momentos musicales D780, Allegretto D915, Marcha D606 (1956-59, EMI)
- Schubert, Klavierstücke D946 (1959, BBC Legends)
- Schubert, Sonatas D664, D894, D958, D959, D960, Impromptus D899 & D935, Klavierstücke D946, Momentos musicales D780, Allegretto D915 (1978-90, Philips)
- Schubert, Quinteto "La Trucha" D667 - Franck, Quinteto - Dvorak, Quinteto op. 81 - Mozart, Trío K548, con el Cuarteto Juilliard (live, Washington, Library of Congress, 1963-64) (Doremi)
- Schumann, Kreisleriana, Arabesque (1946-47, US Columbia)
- Schumann, Fantasía op. 17 (live, 1959, Ascona) (Ermitage)
- Schumann, Fantasía op. 17 (1960, BBC Legends)
- Schumann, Carnaval op. 9 (Londres, 1961) (DVD EMI)
- Schumann, Estúdios Sinfónicos (live, Prague, 1976) (APR)
- Schumann, Fantasía op. 17, Carnaval op. 9, Carnaval de Viena, Sonatas n° 1 & 2, Kreisleriana, Kinderszenen, Waldszenen, Nachstücke, Estúdios Sinfónicos, Arabesque, Humoresque, Davidsbündlertänze, Novelettes, Blumenstück, Variaciones Abegg, Papillons, Fantasiestücke op. 12 & op. 111, Três Romanzas op. 28 (1966-76, Philips)
- Schumann, Concierto para piano, Orquesta Sinfónica de Detroit, dir. Karl Krueger (1944), Carnaval op. 9 (1939) (Naxos)
- Schumann, Concierto para piano, New York Philharmonic, dir. Victor de Sabata (live, New York, Carnegie Hall, 1951) (Music & Arts)
- Schumann, Concierto para piano, Philharmonia Orchestra, dir. Alceo Galliera (1957, EMI)
- Schumann, Concierto para piano, Orquesta Real del Concertgebouw, dir. Christoph von Dohnanyi (1963, Philips)
- Schumann, Concierto para piano, Orquesta Sinfónica de Boston, dir. Colin Davis (1980, Philips)
- Richard Strauss, Burlesca para piano y orquesta, New York Philharmonic, dir. George Szell (live, New York, Carnegie Hall, 1945) (WHRA)
- Richard Strauss, Burlesca para piano y orquesta, Orquesta Sinfónica de Chicago, dir. Désiré Defauw (live, 1946) (Naxos)
- Chaïkovski, Concierto para piano n° 1, Philharmonia Orchestra, dir. Alceo Galliera (1960, EMI)
- Chaïkovski, Concierto para piano n° 1, Orquesta Sinfónica de Boston, dir. Colin Davis (1979, Philips)
- Weber, Konzertstück en fa menor, New York Philharmonic, dir. George Szell (live, New York, Carnegie Hall, 1945) (WHRA)
- Weber, Konzertstück en fa menor, Orquesta Sinfónica de Chicago, dir. Désiré Defauw (1946), Sonate pour piano n° 1 (1941) (Naxos)
- Weber, Konzertstück en fa menor, Orquesta Sinfónica de la NBC, dir. Erich Kleiber (live, New York, 1947) (Music & Arts)
- Weber, Konzertstück en fa menor, Philharmonia Orchestra, dir. Alceo Galliera (1960, EMI)